# Besso
Besso (em latim: Bessus; em grego clássico: Bessos; ? — verão de 329 a.C.), também conhecido como Artaxerxes V, foi um nobre persa e sátrapa da Báctria e Sogdiana, e mais tarde autoproclamado rei da Pérsia. Ele é mais conhecido por ter assassinado e usurpado seu rei, Dario III, depois que o exército persa foi derrotado por Alexandre, o Grande.
Em 1 de outubro de 331 a.C.,[carece de fontes?] na Batalha de Gaugamela, Besso comandou as tropas da Báctria, da qual ele era sátrapa, sob o comando de Dario III contra o exército macedônio de Alexandre. Besso sobreviveu à derrota de Gaugamela e manteve-se ao lado de Dario III, cujas tropas iludiram Alexandre e passaram o inverno em Ecbátana. No ano seguinte Dario III tentou fugir para Báctria, no leste. Besso, conspirando com camaradas sátrapas, depôs Dario III. Acredita-se que ele pretendesse entregar o rei ao Macedônios, mas Alexandre ordenou às suas tropas perseguir brutalmente os persas mesmo após ter recebido a promessa da prisão de Dario. Em julho de 330 a.C., perto de Hecatômpilo, os conspiradores, em pânico, feriram mortalmente Dario III e o deixaram para trás, e Dario acabou sendo encontrado por um soldado macedônio, de nome Polístrato.
Besso proclamou-se rei da Pérsia e adotou o nome de Artaxerxes V. Sua ascensão autoproclamada não foi sem precedente, pois "sátrapa da Báctria" era um título freqüentemente dado ao nobre herdeiro do trono persa. Mas como o império persa havia sido conquistado e Besso governava apenas uma aliança de províncias renegadas, os historiadores geralmente não o consideram como um verdadeiro rei persa.
Besso retornou a Báctria e tentou organizar a resistência entre as satrapias orientais. Alexandre foi forçado a deslocar suas forças para liquidar a rebelião em 329 a.C.. Apavorado com a aproximação dos Macedônios, o próprio povo de Besso capturou-o e entregou-o a Alexandre.
Alexandre ordenou que se cortassem as orelhas e o nariz de Besso, que era o costume persa reservado àqueles envolvidos em rebelião e regicídio; sabe-se que Dario I puniu o usurpador Fraortes de maneira similar. Besso foi então crucificado no local onde Dario III foi morto.